# Bonjour Mireille (album, 1972)
Pour les articles homonymes, voir Bonjour Mireille.
Albums de Mireille Mathieu
Merci Mireille
(1971) Meine Traüme
(1972)
Singles
1. Ganz Paris ist ein Theater
Sortie : 1971
2. Der pariser Tango
Sortie : 1971
3. Akropolis Adieu
Sortie : 1971

Bonjour Mireille est un album germanophone de la chanteuse française Mireille Mathieu sorti en Allemagne en 1972 chez Ariola. Cet album contient 6 chansons en allemand mais aussi 6 chansons en français.

## Chansons de l'album
| No  | Titre                         | Auteur                                  | Durée |
| --- | ----------------------------- | --------------------------------------- | ----- |
| 1.  | Akropolis Adieu               | Christian Bruhn, Georg Buschor          |       |
| 2.  | Ganz Paris ist ein Theater    | Christian Bruhn, Georg Buschor          |       |
| 3.  | Donne ton cœur, donne ta vie  | Patricia Carli                          |       |
| 4.  | C'est la vie mais je t'aime   | Jean-Loup Dabadie, Paul de Senneville   |       |
| 5.  | Die Spatzen von Paris         | Christian Bruhn, Georg Buschor          |       |
| 6.  | On a tous rendez-vous un jour | Pierre-André Dousset, Christian Gaubert |       |
| 7.  | Der pariser Tango             | Christian Bruhn, Georg Buschor          |       |
| 8.  | Wann kommst du wieder         | Christian Bruhn, Georg Buschor          |       |
| 9.  | Je ne sais pas, ne sais plus  | Jean Schmitt, Patricia Carli            |       |
| 10. | Wenn du mich liebst           | Christian Bruhn, Georg Buschor          |       |
| 11. | C'est dommage                 | Patricia Carli, Léo Missir              |       |
| 12. | Et quand tu seras là          | Pierre-André Dousset, Christian Gaubert |       |

## Classements
| Pays      | Meilleure position | Certification | Ventes |
| --------- | ------------------ | ------------- | ------ |
| Allemagne | 10                 |               |        |